# Europsko prvenstvo u košarci – Jugoslavija 1975.
Europsko prvenstvo u košarci 1975. godine održalo se u Jugoslaviji od 7. do 15. lipnja 1975. godine. Gradovi domaćini su bili Beograd, Split, Karlovac i Rijeka.
Hrvatski igrači koji su igrali za reprezentaciju Jugoslavije: Krešimir Ćosić, Nikola Plećaš, Vinko Jelovac, Željko Jerkov, Rato Tvrdić i Damir Šolman. Vodio ih je hrvatski trener Mirko Novosel.